# Laura Levai Aksin
Laura Levai Aksin je redovni profesor flaute Univerziteta u Novom Sadu na Akademiji umetnosti i solo flauta Vojvođanskog simfonijskog orkestra
Specijalizovala se u Parizu u klasama prof. Patrick Gallois i prof. Claude Lefebvre, gdje je stekla "1er prix de superieur" i "1er prix d'exellence à l’unanimité du jury". Diplomirala je i magistrirala na Akademiji umetnosti u Novom Sad u klasi prof. Marijana Egića. Svoje znanje je usavršavala na brojnim majstorskim kursevima kod renomiranih solista i pedagoga, kao što su Jacques Castagnet, Aurèle Nicolet itd.
Dobitnica je prvih i specijalnih nagrada na republičkim i saveznim takmičenjima. Nagrađena je na Takmičenju muzičkih umetnika Jugoslavije u Zagrebu. Na VI Međunarodnoj tribini kompozitora u Beogradu, dobila je Prvu nagradu za interpretaciju savremenih dela.
Nastupala je kao solista sa nizom simfonijskih i kamernih orkestara u Srbiji i inostranstvu. Održala je brojne recitale i svirala na mnogim kamernim koncertima u bivšim zemljama Jugoslavije, kao i u Francuskoj, Belgiji, Velikoj Britaniji, Holandiji, Nemačkoj, Švajcarskoj, Italiji, Mađarskoj, Slovačkoj, Češkoj, Rusiji, Španiji, Portugalu, Grčkoj, Izraelu, itd.
Bila je solo flautista orkestra Opere Srpskog narodnog pozorišta, kamernog orkestra Camerata Academica u Novom Sadu, kao i ansambla za novu muziku Musica Viva. Tokom boravka u Francuskoj bila je članica ansambla Tickmayer Formatio, Theatre Jel and Orleans Flute Orchestra.
Članica je kamernog trija sa Ritom Kinkom (klavir) i Markom Josifoskijem (violina), trija flauta Density i duvačkog kvinteta Synergia 5.
Izdavačke kuće ReR Megacorp–ReR TFCD iz Londona, EOS iz Graca, Visio Mundi i SKC iz Novog Sada, izdali su kompakt diskove sa njenim izvođenjima.
Održala je veliki broj majstorskih kurseva i bila član žirija na brojnim domaćim i međunarodnim takmičenjima i festivalima.

## Spoljašnje veze
- Web sajt Архивирано на веб-сајту  (2. јун 2016)
- Akademija umetnosti u Novom Sadu